# Tywica
Tywica (deutsch Landhof)  ist ein Wohnplatz in der Landgemeinde (Gmina) Banie (Bahn) im Powiat Gryfiński (Greifenhagener Kreis) der polnischen Woiwodschaft Westpommern.

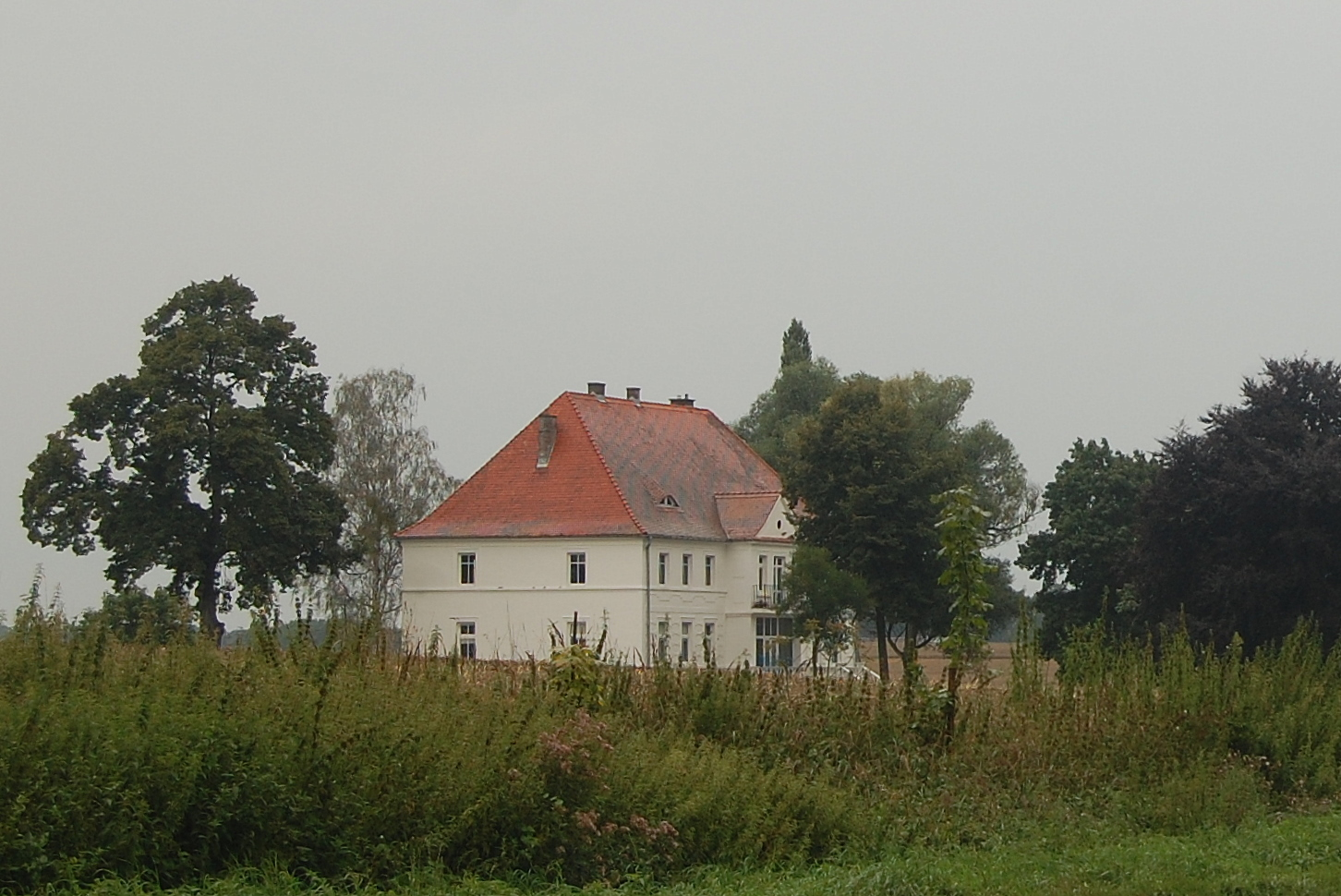
Ehemaliges Stadt-Gutshaus Landhof (Aufnahme 2010)

## Geographische Lage
Die Ortschaft liegt in Hinterpommern, etwa 32 Kilometer südlich von Stettin (Szczecin) und drei Kilometer nordwestlich des Ortskerns von Bahn an der linken Seite des Flüsschens Thue (poln. Tywa).

## Geschichte
Das bäuerliche Anwesen wurde 1831 von dem Landwirt Bäcker auf einem 312 Morgen umfassenden Grundstück der Stadt-Feldmark von Bahn erbaut, das ihm von der Stadtverwaltung zugeteilt worden war. Obwohl Bäcker für das Anwesen den von ihm gewählten Namen Landhof  hatte eintragen lassen, wurde es auf Karten und in öffentlichen Verzeichnissen oftmals fälschlicherweise als ‚Sandhof‘ geführt. Der damalige Besitzer des Landguts beantragte deshalb eine Berichtigung des Ortsnamens durch Bekanntmachung im Amtsblatt, die ihm durch Regierungs-Verfügung vom 5. Dezember 1848 auch gewährt wurde. Dennoch tauchte noch Jahrzehnte später hin und wieder die falsche Ortsbezeichnung ‚Sandhof‘ auf.
Im Jahr 1945 war Landhof ein Wohnplatz in der Stadt Bahn im Landkreis Greifenhagen im Regierungsbezirk Stettin der preußischen Provinz Pommern des Deutschen Reichs.  
Gegen Ende des Zweiten Weltkriegs wurde die Region von der Roten Armee besetzt. Nach Einstellung der Kampfhandlungen wurde der Stadtkreis Bahn mit ganz Hinterpommern, aber ohne die militärischen Sperrgebiete, seitens der sowjetischen Besatzungsmacht der Volksrepublik Polen zur Verwaltung überlassen. Anschließend wanderten Polen zu. Landhof wurde in „Tywica“ umbenannt. In der Folgezeit wurde die einheimische Bevölkerung von der polnischen Administration aus der Region vertrieben.